# Gymnocaesio gymnoptera
Gymnocaesio gymnoptera – gatunek morskiej ryby okoniokształtnej z rodziny cesjowatych (Caesionidae), jedyny przedstawiciel rodzaju Gymnocaesio. Występuje w Indo-Pacyfiku – od Morza Czerwonego i wybrzeży Afryki Wschodniej po Filipiny i Nową Kaledonię. Jest związany ze środowiskiem raf koralowych. Dorasta do 18 cm długości całkowitej. Żywi się zooplanktonem. Pływa w dużych ławicach, często wraz z przedstawicielami rodzaju Pterocaesio. Ma niewielkie znaczenie w rybołówstwie. Poławiany raczej przypadkowo. Sprzedawany świeży lub wykorzystywany jako przynęta na tuńczyki.